# 加納悦子
加納 悦子（かのう えつこ）は、日本のメゾソプラノ歌手。国立音楽大学教授。主要オーケストラとの共演やオペラ出演、また日本におけるリートの第一人者。特にロベルト・シューマン後期の歌曲集では、作曲者晩年の森厳な楽想を、深い理解と堅実な解釈で汲み取って比類のないポエジーの世界を歌い上げている。

## 略歴
東京芸術大学大学院を終了後、ドイツ国立ケルン音楽大学で声楽を学ぶ。在学中にケルン市立歌劇場のオペラスタジオ研修生として、さらに1994年からは専属歌手として契約する。1995年には、ザルツブルク国際モーツァルトコンクール声楽部門2位入賞。当時は、ジェームズ・コンロンらの指揮のもとでモーツァルトの『フィガロの結婚』、プッチーニの『蝶々夫人』、 エンゲルベルト・フンパーディンクの『ヘンゼルとグレーテル』を初めとする多くのオペラで活躍。40以上のオペラ演目に出演。
シュヴェツィンゲン音楽祭、シュトゥットガルト州立歌劇場、オランダ・ロッテルダム・ゲルギエフ音楽祭、ベルギー・フランドルオペラ、スイス・ザンクトガレン歌劇場などにも客演し、ゲオルク・フリードリヒ・ヘンデルの『アルチーナ』、モーツァルトの『コジ・ファン・トゥッテ』、ウルマンの『アトランティックの王』、リゲティの『グラン・マカーブル』などを初めとする現代オペラへの出演も多い。
2002年には、3月に東京でモーツァルト・グランド・ガラに出演。2003年11月7日のNHK交響楽団との共演では、広上淳一指揮でドナルド・リタカー（Donald Litaker）とともにマーラー『大地の歌』を歌い、内面を深く掘り下げた表現と高く評された。2004年には、日本では新国立劇場での『エレクトラ』や『カヴァレリア・ルスティカーナ』、『ホフマン物語』、『ばらの騎士』（2008年）などに出演。同交響楽団とは、1998年からはシャルル・デュトワ、ヘルベルト・ブロムシュテット指揮、ドビュッシー『選ばれた乙女』、グリーグ『ペール・ギュント』、ブルックナー『ミサ曲』などのソリストとしてから3シーズン連続共演を行っている。
その他、ベルリオーズ『クレオパトラの死』、『夏の夜』などのレパートリーも披露。2008年には、毎日ゾリステンシリーズでは20世紀作品を中心としたドイツリートのプログラムリサイタルをこなしている。2009年には、NHK交響楽団とメンデルスゾーンの『夏の夜の夢』、ベルク『ルル』、リヒャルト・シュトラウス『カプリッチョ』なども歌った。
ヨーロッパでは、バッハ『ミサ曲 ロ短調』やルビアナ放送交響楽団との共演によるマーラー『交響曲第8番』、1997年のザルツブルク音楽祭ではハイドン『聖ミサ』に出演。ミラノ・イタリア放送交響楽団とのモーツァルト『レクイエム』などのアルト独唱などがある。
近年では、ゲルト・アルブレヒト指揮、読売日響委嘱作品の猿谷紀郎作曲「ここに慰めはない」を世界初演、その他、ヴォルフの歌曲にシリーズで取り組んでいる。
2020年、第70回芸術選奨文部科学大臣賞（音楽部門）受賞。

## 教育者として
国立音楽大学教授として後進の育成に取り組んでいる。

## ディスコグラフィー
- メアリ・スチュアートの詩―シューマン・後期歌曲集 (ピアノ伴奏：長尾洋史、2013年)